# Virgil Stănescu
Virgil Stănescu (Bucarest, 9 gennaio 1977) è un ex cestista rumeno.

## Palmarès
- All-Sun Belt Conference MVP: 2000, 2001
- All-Stars Game rumeno: 2005
- Miglior centro dei campionati asiatici: 2006